# Apollonienmarkt 1 (Stralsund)

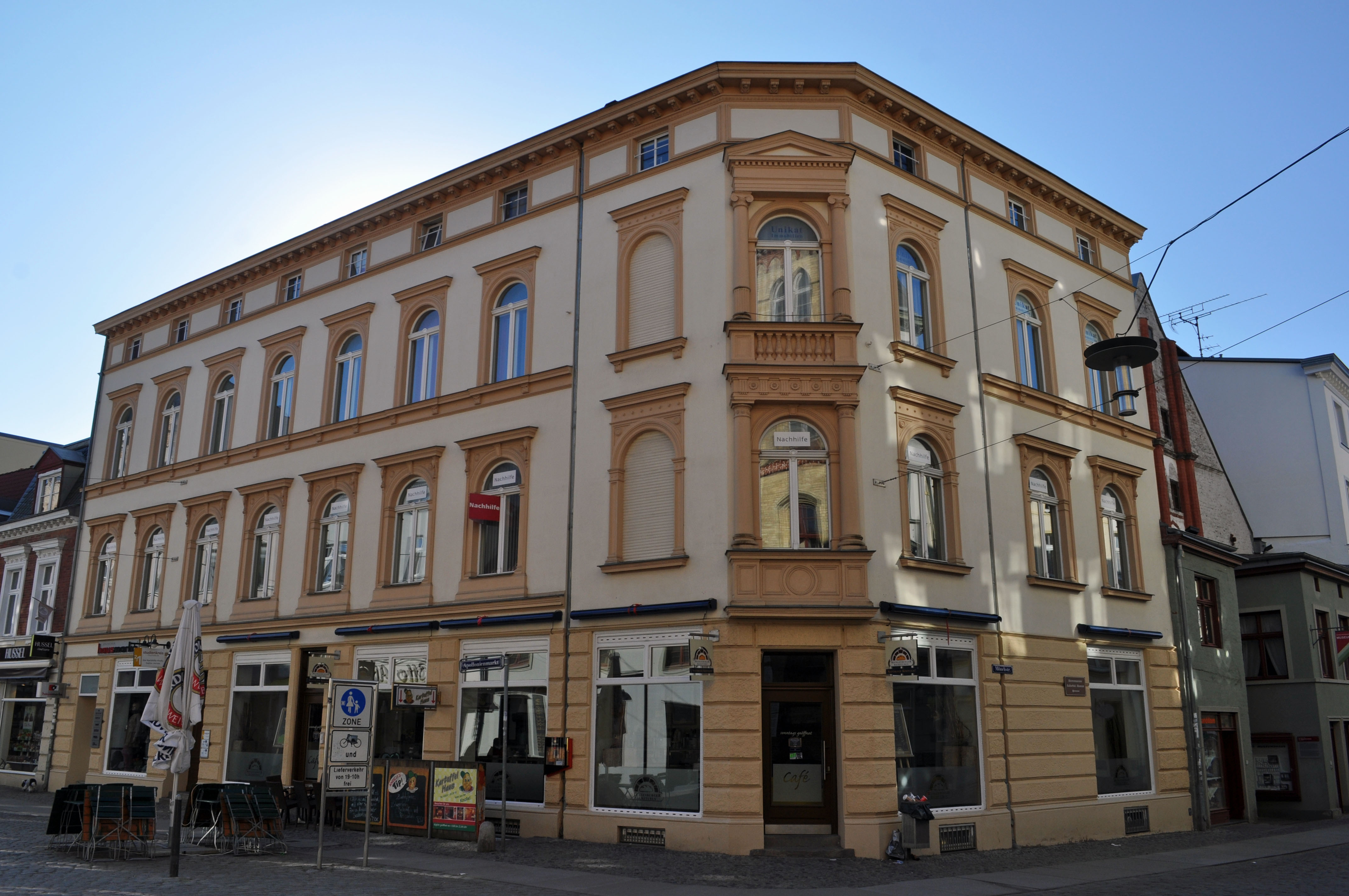
Das Haus Apollonienmarkt 1 in Stralsund (2012)

Das Gebäude mit der postalischen Adresse Apollonienmarkt 1 ist ein denkmalgeschütztes Bauwerk am Apollonienmarkt in Stralsund, an der Ecke zur Mönchstraße.
Der dreieinhalbgeschossige Putzbau wurde um das Jahr 1885 errichtet. Es steht zum Apollonienmarkt mit acht Achsen und zur Mönchstraße mit drei Achsen.
Die Fassade ist aufwändig gestaltet. Die Obergeschossfenster mit ihren Rundbögen sind schmuckvoll eingefasst. Besonders wertvoll sind sie in der abgeschrägten Eckachse ausgeführt.
Das Haus liegt im Kerngebiet des von der UNESCO als Weltkulturerbe anerkannten Stadtgebietes des Kulturgutes „Historische Altstädte Stralsund und Wismar“. In die Liste der Baudenkmale in Stralsund ist es mit der Nummer 48 eingetragen.